# Władcy Aragonii

Herb Aragonii

Lista władców Aragonii. W latach 943–1134 również władców Nawarry, od 1164 także hrabiów Barcelony, a od 1238 królów Walencji

## Hrabiowie Aragonii

### Pierwsi hrabiowie
| # | Imię               |          | Lata życia    | Lata życia | Czas rządów | Czas rządów | Rodzice                                         |
| # | Imię               | Urodzony | Zmarł         | Od         | Do          |             | Rodzice                                         |
| - | ------------------ | -------- | ------------- | ---------- | ----------- | ----------- | ----------------------------------------------- |
| 1 | Aureolus           |          | ?             | 809        | 802         | 809         | Aureolus de Périgueaux ?                        |
| 2 | Aznar I            |          | ?             | 839        | 809         | 820         | Galindo Garces Guldregut                        |
| 3 | Garcia I Zły       |          | ?             | 833        | 820         | 833         | Galindo Belascotenes Fakilo                     |
| 4 | Galindo I          |          | ?             | 844        | 833         | 844         | Garcia I (hrabia Aragonii) Nunila z Pampeluny   |
| 5 | Galindo II         |          | ?             | 867        | 844         | 867         | Aznar I Enneca Garces                           |
| 6 | Aznar II           |          | ?             | 893        | 867         | 893         | Galindo II Guldreguda                           |
| 7 | Galindo III        |          | ?             | 922        | 893         | 922         | Aznar II Galíndez Onnega z Pampeluny            |
| 8 | Andregota Galíndez |          | ok. 910 Aibar | 972        | 922         | 943         | Galindo II (hrabia Aragonii) Sancha z Pampeluny |

### Dynastia Jimenez
| #  | Imię              |          | Lata życia | Lata życia           | Czas rządów | Czas rządów          | Rodzice                                    |
| #  | Imię              | Urodzony | Zmarł      | Od                   | Do          |                      | Rodzice                                    |
| -- | ----------------- | -------- | ---------- | -------------------- | ----------- | -------------------- | ------------------------------------------ |
| 9  | Sancho II         |          | ok. 938    | grudzień 994         | 943         | 994                  | Garcia I (król Nawarry) Andregota Galíndez |
| 10 | Garcia II Tchórz  |          | ok. 964    | ok. 1000             | 994         | ok. 1000             | Sancho II (król Nawarry) Urraka Fernandez  |
| 11 | Sancho III Wielki |          | ok. 992/6  | 18 października 1035 | 1004        | 18 października 1035 | Garcia II Tchórz Jimena Fernandez          |

## Królowie Aragonii

### Dynastia Jimenez
| # | Imię              |          | Lata życia                | Lata życia                     | Czas rządów          | Czas rządów      | Rodzice                                 |
| # | Imię              | Urodzony | Zmarł                     | Od                             | Do                   |                  | Rodzice                                 |
| - | ----------------- | -------- | ------------------------- | ------------------------------ | -------------------- | ---------------- | --------------------------------------- |
| 1 | Ramiro I          |          | ok. 1008 Aibar            | 8 maja 1063 Graus              | 18 października 1035 | 8 maja 1063      | Sancho III Wielki Sancha de Aybar       |
| 2 | Sancho Ramírez    |          | 1042/3                    | 4 czerwca 1094 Huesca          | 8 maja 1063          | 4 czerwca 1094   | Ramiro I Aragoński Ermesinda de Bigorra |
| 3 | Piotr I           |          | ok. 1068/9 Valle de Hecho | 27 września 1104 Vall d’Aran   | 4 czerwca 1094       | 28 września 1104 | Sancho Ramírez Izabela d’Urgel          |
| 4 | Alfons I Wojownik |          | 1073                      | 7 września 1134 Poleñino       | 28 września 1104     | 7 września 1134  | Sancho Ramírez Felicja de Roucy         |
| 5 | Ramiro II Mnich   |          | 24 kwietnia 1086          | 16 sierpnia 1157 Huesca        | 29 września 1134     | 16 sierpnia 1157 | Sancho Ramírez Felicja de Roucy         |
| 6 | Petronela         |          | 29 czerwca 1136 Huesca    | 17 października 1174 Barcelona | 16 sierpnia 1157     | 18 lipca 1164    | Ramiro II Mnich Agnieszka Akwitańska    |

### Dynastia Barcelońska
| #  | Imię                  |          | Lata życia                | Lata życia                               | Czas rządów        | Czas rządów        | Rodzice                                   |
| #  | Imię                  | Urodzony | Zmarł                     | Od                                       | Do                 |                    | Rodzice                                   |
| -- | --------------------- | -------- | ------------------------- | ---------------------------------------- | ------------------ | ------------------ | ----------------------------------------- |
| 7  | Alfons II Trubadur    |          | 1/25 marca 1157 Huesca    | 25 kwietnia 1196 Perpignan               | 18 lipca 1164      | 25 kwietnia 1196   | Ramon Berenguer IV Petronela Aragońska    |
| 8  | Piotr II Katolicki    |          | lipiec 1178 Huesca        | 12 września 1213 Muret                   | 25 kwietnia 1196   | 12 września 1213   | Alfons II Aragoński Sancha Kastylijska    |
| 9  | Jakub I Zdobywca      |          | 2 lutego 1208 Montpellier | 27 lipca 1276 Alzira                     | 12 września 1213   | 27 lipca 1276      | Piotr II Katolicki Maria de Montpellier   |
| 10 | Piotr III Wielki      |          | 1240 Walencja             | 11 listopada 1285 Vilafranca del Penedes | 27 lipca 1276      | 11 listopada 1285  | Jakub I Zdobywca Jolanta Węgierska        |
| 11 | Alfons III            |          | 4 listopada 1265 Walencja | 18 czerwca 1291 Barcelona                | 1285               | 18 czerwca 1291    | Piotr III Wielki Konstancja Hohenstauf    |
| 12 | Jakub II Sprawiedliwy |          | 10 sierpnia 1267 Walencja | 2/5 listopada 1327 Barcelona             | 18 czerwca 1291    | 2/5 listopada 1327 | Piotr III Wielki Konstancja Hohenstauf    |
| 13 | Alfons IV Łagodny     |          | 2 listopada 1299 Neapol   | 24 stycznia 1336 Barcelona               | 2/5 listopada 1327 | 24 stycznia 1336   | Jakub II Sprawiedliwy Blanka Andegaweńska |
| 14 | Piotr IV Ceremonialny |          | 5 września 1319 Balaguer  | 6 stycznia 1387 Barcelona                | 24 stycznia 1336   | 6 stycznia 1387    | Alfons IV Aragoński Teresa de Entenza     |
| 15 | Jan I Myśliwy         |          | 27 grudnia 1350 Perpignan | 19 maja 1396 Foix                        | 6 stycznia 1387    | 19 maja 1396       | Piotr IV Aragoński Eleonora Sycylijska    |
| 16 | Marcin I Ludzki       |          | 29 lipca 1356 Girona      | 31 maja 1410 Barcelona                   | 19 maja 1396       | 31 maja 1410       | Piotr IV Aragoński Eleonora Sycylijska    |

### Dynastia Trastámara
| #  | Imię                                                     |          | Lata życia                         | Lata życia                   | Czas rządów      | Czas rządów      | Rodzice                                       |
| #  | Imię                                                     | Urodzony | Zmarł                              | Od                           | Do               |                  | Rodzice                                       |
| -- | -------------------------------------------------------- | -------- | ---------------------------------- | ---------------------------- | ---------------- | ---------------- | --------------------------------------------- |
| 17 | Ferdynand I                                              |          | 27 listopada 1380 Medina del Campo | 2 kwietnia 1416 Igualada     | 24 czerwca 1412  | 2 kwietnia 1416  | Jan I Kastylijski Eleonora Aragońska          |
| 18 | Alfons V Wspaniały                                       |          | 1396 Medina del Campo              | 27 czerwca 1458 Neapol       | 2 kwietnia 1416  | 27 czerwca 1458  | Ferdynand I Aragoński Eleonora de Albuquerque |
| 19 | Jan II                                                   |          | 29 czerwca 1398 Medina del Campo   | 20 stycznia 1479 Barcelona   | 27 czerwca 1458  | 20 stycznia 1479 | Ferdynand I Aragoński Eleonora de Albuquerque |
| 20 | Ferdynand II Katolicki również iure uxoris król Kastylii |          | 10 marca 1452 Sos                  | 23 stycznia 1516 Madrigalejo | 20 stycznia 1479 | 23 stycznia 1516 | Jan II Aragoński Juana Enriquez               |
| 21 | Joanna Szalona                                           |          | 6 listopada 1479 Toledo            | 12 kwietnia 1555 Tordesillas | 23 stycznia 1516 | 12 kwietnia 1555 | Ferdynand II Katolicki Izabela I Katolicka    |

### Władcy Aragonii podczas wojny przeciw Janowi II
| # | Imię                             |          | Lata życia                 | Lata życia                    | Czas rządów | Czas rządów | Rodzice                                      |
| # | Imię                             | Urodzony | Zmarł                      | Od                            | Do          |             | Rodzice                                      |
| - | -------------------------------- | -------- | -------------------------- | ----------------------------- | ----------- | ----------- | -------------------------------------------- |
| 1 | Henryk IV Bezsilny król Kastylii |          | 5 stycznia 1425 Valladolid | 11 grudnia 1474 Madryt        | 1462        | 1463        | Jan II Kastylijski Maria Aragońska           |
| 2 | Piotr V                          |          | 1429                       | 30 czerwca 1466 Granollers    | 1463        | 1466        | Piotr d’Aviz, książę Coimbry Izabela d’Urgel |
| 3 | Rene Dobry książę Andegawenii    |          | 16 stycznia 1409 Angers    | 10 lipca 1480 Aix-en-Provence | 1466        | 1472        | Ludwik II Andegaweński Jolanta Aragońska     |

### Habsburgowie
| #  | Imię      |          | Lata życia                 | Lata życia                | Czas rządów      | Czas rządów      | Rodzice                               |
| #  | Imię      | Urodzony | Zmarł                      | Od                        | Do               |                  | Rodzice                               |
| -- | --------- | -------- | -------------------------- | ------------------------- | ---------------- | ---------------- | ------------------------------------- |
| 22 | Karol I   |          | 24 lutego 1500 Gent        | 21 września 1558 Yuste    | 14 marca 1516    | 16 stycznia 1556 | Filip I Piękny Joanna Szalona         |
| 23 | Filip I   |          | 21 maja 1527 Valladolid    | 13 września 1598 Escorial | 16 stycznia 1556 | 13 września 1598 | Karol I Habsburg Izabela Portugalska  |
| 24 | Filip II  |          | 14 kwietnia 1578 Madryt    | 31 marca 1621 Madryt      | 13 września 1598 | 31 marca 1621    | Filip I Habsburg Anna Habsburg        |
| 25 | Filip III |          | 8 kwietnia 1605 Valladolid | 17 września 1665 Madryt   | 31 marca 1621    | 17 września 1665 | Filip II Habsburg Małgorzata Habsburg |
| 26 | Karol II  |          | 6 listopada 1661 Madryt    | 1 listopada 1700 Madryt   | 17 września 1665 | 1 listopada 1700 | Filip III Habsburg Marianna Habsburg  |

### Burbonowie
| #  | Imię     |          | Lata życia             | Lata życia          | Czas rządów      | Czas rządów | Rodzice                           |
| #  | Imię     | Urodzony | Zmarł                  | Od                  | Do               |             | Rodzice                           |
| -- | -------- | -------- | ---------------------- | ------------------- | ---------------- | ----------- | --------------------------------- |
| 27 | Filip IV |          | 19 grudnia 1683 Wersal | 9 lipca 1746 Madryt | 1 listopada 1700 | 1705        | Ludwik Burbon Maria Anna Bawarska |

### Habsburgowie
| #  | Imię      |          | Lata życia                 | Lata życia                  | Czas rządów      | Czas rządów     | Rodzice                                                 |
| #  | Imię      | Urodzony | Zmarł                      | Od                          | Do               |                 | Rodzice                                                 |
| -- | --------- | -------- | -------------------------- | --------------------------- | ---------------- | --------------- | ------------------------------------------------------- |
| 28 | Karol III |          | 1 października 1685 Wiedeń | 20 października 1740 Wiedeń | 12 września 1703 | 7 września 1714 | Leopold I Habsburg Eleonora Magdalena von Pfalz-Neuburg |

W 1714 r. Aragonia ostatecznie zjednoczona z Królestwem Kastylii.